# 十日町警察署
十日町警察署（とおかまちけいさつしょ）は、新潟県警察が管轄する警察署の一つである。

## 管轄区域
- 十日町市
- 中魚沼郡津南町

## 所在地
- 新潟県十日町市河内町5-10

## 沿革
- 1875年（明治8年）：第7号警察所として発足
- 1877年（明治10年）：十日町警察署となる
- 1948年（昭和23年） - 警察法の施行により、国家地方警察中魚沼地区警察署、自治体警察十日町警察署、千手町警察署に分割
- 1954年（昭和29年） - 警察法改正により、新潟県警察十日町警察署となる。
- 1968年（昭和43年）：現庁舎完成
- 2005年（平成17年）6月：上越警察署の発足と安塚警察署の閉署に伴って、十日町市と合併した旧松代町と旧松之山町を所管することになる。

## 組織
- 警務課
- 会計課
- 生活安全課
- 地域課
- 刑事課
- 交通課
- 警備課

## 交番

### 十日町市
- 十日町駅前交番（十日町市旭町261-43）
- 松代交番（十日町市松代3914-5）

### 津南町
- 津南交番（中魚沼郡津南町大字下船渡丁2147-4）

## 駐在所

### 十日町市
- 中条駐在所（十日町市中条甲737-1）
- 下条駐在所（十日町市下条4丁目326-3）
- 吉田駐在所（十日町市南鐙坂745-3）
- 川西駐在所（十日町市中屋敷377-1）
- 仁田駐在所（十日町市仁田2290-1）
- 田沢駐在所（十日町市上山己3084-1）
- 松之山駐在所（十日町市松之山湯山135-1）

### 津南町
- 秋成駐在所（中魚沼郡津南町大字秋成1103）
- 上郷駐在所（中魚沼郡津南町大字上郷子種新田14-12）

### 廃止された駐在所
- 小泉駐在所（十日町市小泉171-1） - 吉田駐在所に統合

- 湯本駐在所（十日町市松之山天水越831-1） - 松之山駐在所に統合
- 浦田駐在所（十日町市浦田995-1） - 松之山駐在所に統合
- 蒲生駐在所（十日町市蒲生2037-2） - 松代交番に統合
- 室野駐在所（十日町市室野2055-1） - 2014年4月 松代交番に統合

- 倉俣駐在所（十日町市倉俣甲1545-1） - 2025年4月 田沢駐在所に統合
- 土市駐在所（十日町市新宮甲436-15） - 2025年4月 十日町駅前交番に統合

- 赤沢駐在所（中魚沼郡津南町大字赤沢2287-5） - 2025年4月 津南交番に統合